# Геворкян, Татьяна Григорьевна
Татья́на Григо́рьевна Геворкя́н (20 апреля 1974, Москва, РСФСР, СССР) — российская телеведущая, журналистка и киноактриса.

## Биография
Родилась 20 апреля 1974 года в Москве. 
Родители занимались прокатом советского кино за рубежом, много путешествовали. В школьные годы увлекалась рисованием, танцами, получила коричневый пояс в карате, коллекционировала модели автомобилей, училась играть на гитаре. Училась в школах в разных странах, окончила школу в Индии.
Поступила на киноведческий факультет на заочное отделение ВГИК. Поступив, жила год в Индии в Дели, где в Делийском колледже Марии и Иисуса (Jesus & Mary College) изучала английскую литературу, философию и логику. В 2002 году окончила ВГИК.
В 1995 году начала работать пресс-атташе на «Радио Максимум».

## Карьера на телевидении
- В 1998 году устроилась телеведущей на канале BIZ-TV. С сентября 1998 года вела программы «Стилиссимо» и «Гид по стилю» на канале MTV. С лета 1999 вела хит-парад «Русская десятка»[1][2].
- Вместе с Антоном Комоловым была ведущей программ «Playstation» и «Высшая проба» на канале MTV. До 2002 года вела программу «Дневной каприз». C сентября 2003 года вела программу «12 злобных зрителей». В 2003—2004 годах вместе со своим гражданским мужем Иваном Ургантом была ведущей вечернего шоу «Экспрессо» на телеканале MTV. В 2006 году покинула MTV после смены руководства[1][2].
- В 2009—2010 годах вместе с Ликой Кремер вела программу «Треугольник» на «3 канале». В 2010—2011 годах была соведущей программы «Девчата» на канале «Россия-1»[1][2].
- В 2011—2016 годах вела программу «Новости культуры» на телеканале «Культура»[3][4].
- С 22 января 2017 года — ведущая второго сезона программы «В стиле» на телеканале «Ю»[5], а с 30 января 2017 по декабрь 2018 года также вела программу «Деловое утро НТВ»[6].
- С сентября 2022 года на канале «Культура» вместе с Александром Пряниковым ведёт игровое шоу для учителей «Передача знаний»[7].
- С апреля 2023 года ведёт на «Первом канале» подкаст «Не лыком шиты»[8].
- С января 2024 года ведёт программу «Модный приговор» в роли защитника.

## Карьера в журналистике
В 2001—2006 годах работала главным редактором молодёжного журнала Yes!. 
Была колумнистом журналов Sex&the City, Hello Icons, Shopping Guide. Вела блог в «Живом Журнале». В 2008 году выпустила коллекцию обуви под маркой Tanya Gevorkyan.

## Прочая деятельность
После ухода с MTV некоторое время была членом общественного совета организации «Молодая гвардия Единой России».

## Фильмография
- 2004 — Слова и музыка — эпизод
- 2009 — Невеста любой ценой — Татьяна
- 2009 — Москва, я люблю тебя! (новелла «В центре ГУМа у фонтана»)
- 2014 — Секс, кофе, сигареты (новелла «Передачка»)